# Vejbyslätt
Vejbyslätt är en småort i Barkåkra socken i Ängelholms kommun i Skåne län.

## Historia
Ortnamnet Vejbyslätt kommer från Vejby, "Væghby" - alltså byn där vägen passerade. Med detta menades vägen mellan Barkåkra by, Västra Karup och Torekov. Så var också fallet omkring 1390, då namnet för första gången nämndes.
Vejbyslätt fick sin järnvägsstation 1885, året då SHJ byggdes. Stationen upphörde på 1970-talet.

## Samhället
På orten finns en bygghandel.